# Свічник

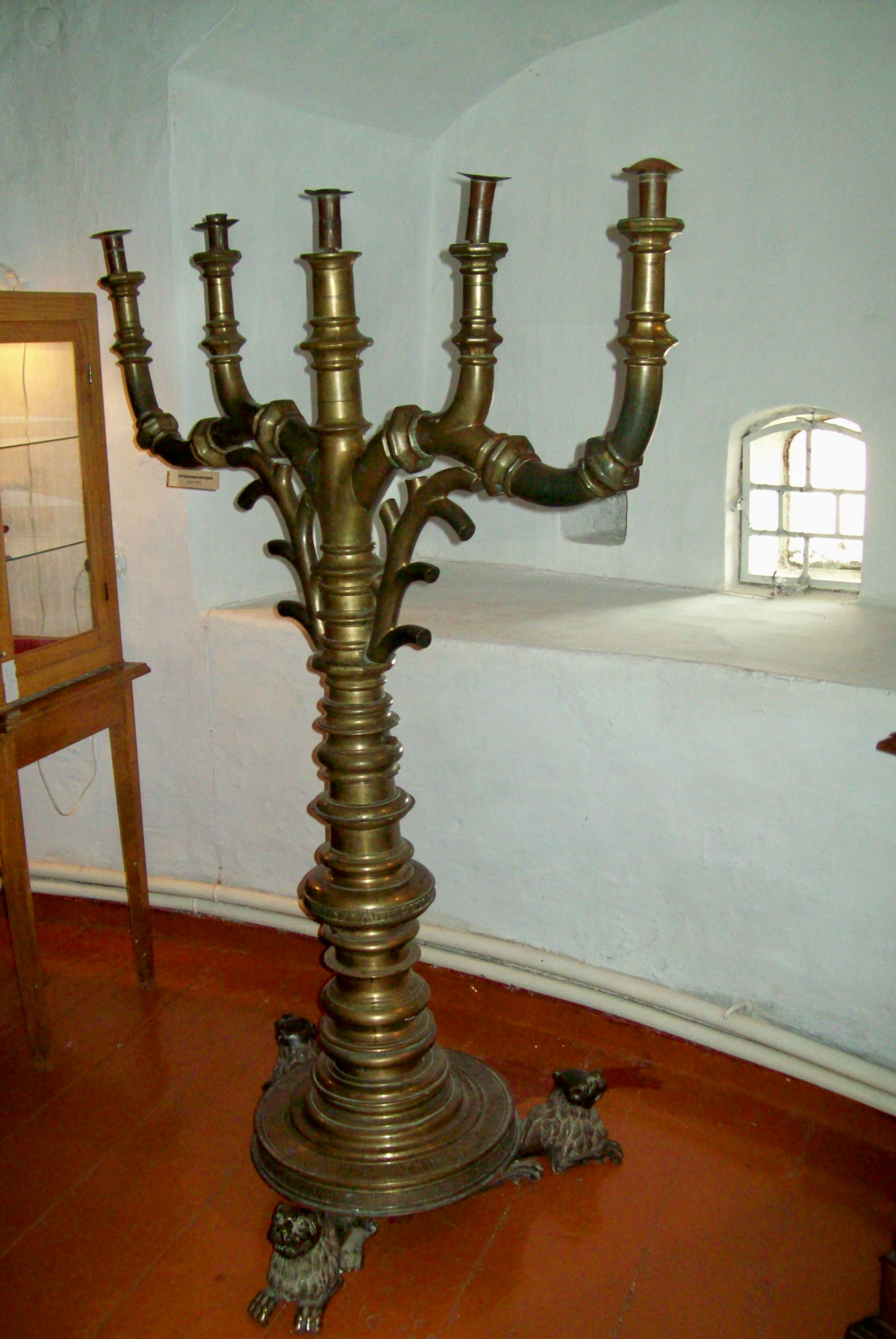
Свічник на п'ять розгалужень, Острозький замок

Свічни́к, заст. шанда́л (від фр. chandelier), світоч — підставка для встановлення свічки.

## Історія
Свічники відомі з давніх-давен, але зараз вони майже витіснені електричними, олійними чи гасовими лампами.
У світському житті, свічники з бронзи або латуні, з'являються з 15-го століття. У 17-му і 18-му століттях, у будинках буржуазії, більш поширеними стають люстри, ніж канделябри. Але з кінця 18-го століття, свічники є прикрасою на святковому столі — тепер стало можливим виготовляти їх зі срібла. Канделябри на багато розгалужень із порцеляни або, іншого керамічного матеріалу, є більш рідкісними, ніж з металу, до якого додається, після пізнього бароко, ще й олово. В Італії канделябри часто виготовляли з мармуру.
Ліхтарі у вигляді канделябрів, з'явилися з 18-го століття, ще більше розповсюдилися, з появою газового освітлення у 19 столітті. З тих пір вони набули великого значення для освітлення та прикрашення громадського простору. Спочатку такі ліхтарі виковувалися з металу, а пізніше виплавлялися з чавуну або литої бронзи, особливо якщо вони були складної конструкції.

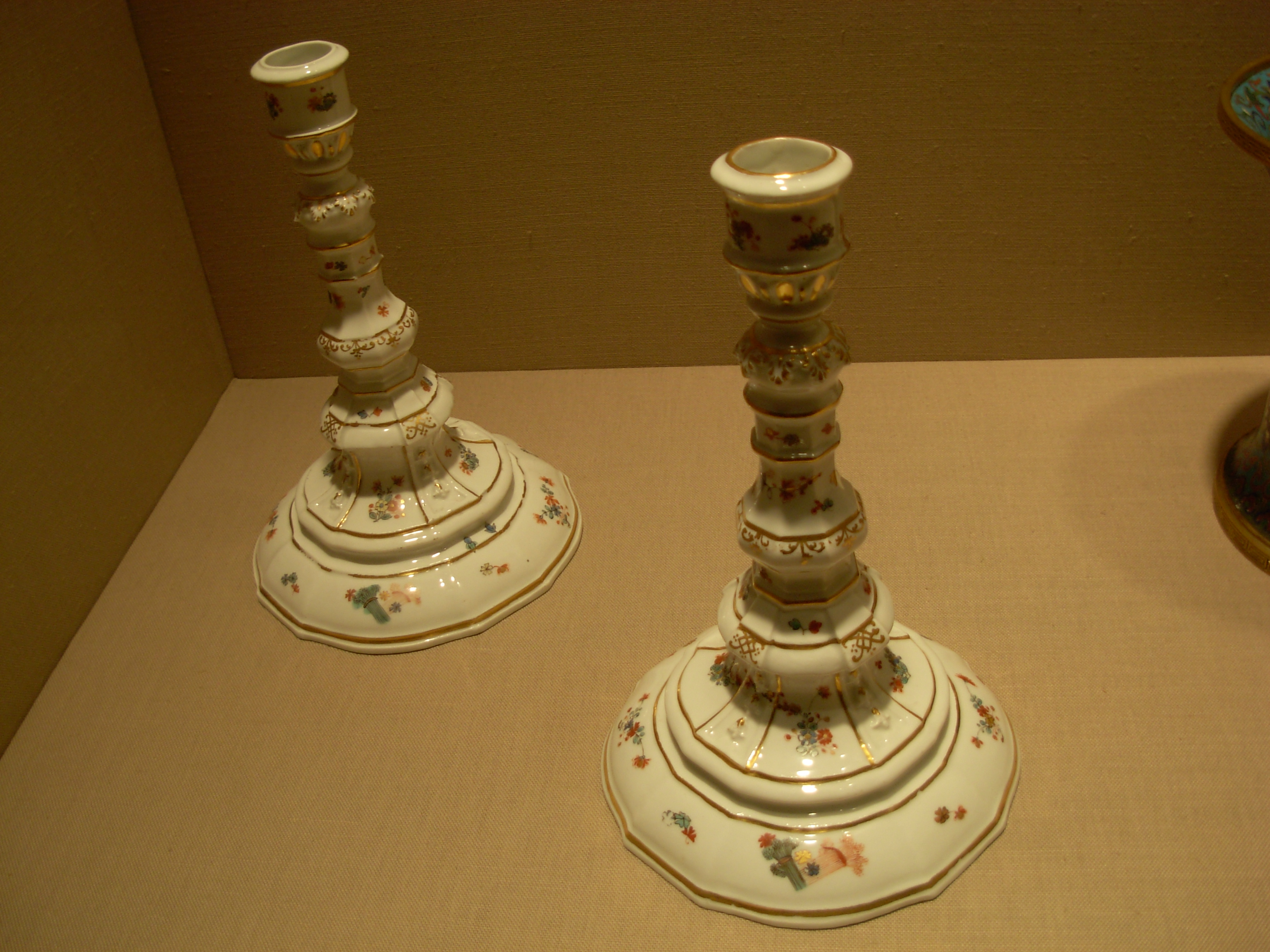
Порцелянові свічники з Карнеґі-музею мистецтв, близько 1735—1740.

Для захисту свічника від крапель воску чи стеарину на нижню частину свічки можуть надівати скляний, кришталевий, порцеляновий або металевий кружок з отвором — розетку.

## Виготовляння
Виготовляють свічники з металів, скла, порцеляни, дерева та іншого, за допомогою таких інструментів, як силіконовий пістолет, плоскогубці, ножиці, стека, шило.

## Види

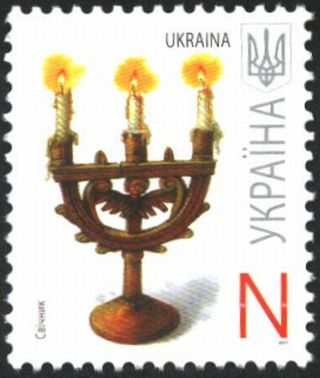
Поштова марка "Свічник, N", Пошта України, 2007 рік

- Бра — настінний свічник
- Канделябр — декоративний багаторіжковий свічник
- Жирандо́ль (від фр. girandole < італ. girandola < лат. gyrare — «обертатися») — великий фігурний свічник для декількох свічок[6]
- Люстра — підвісний свічник для багатьох свічок
- Ліхтар зі свічником
- Свічадо — підвісний свічник для багатьох свічок[7]
- Торшер — підлоговий свічник
- Трисвічник — свічник на три свічки

### Храмові й обрядові свічники
- Дикирій — предмет архієрейського богослужіння, свічник на дві свічки
- Трикирій — предмет архієрейського богослужіння, свічник на три свічки
- Панікадило — велика люстра з свічками або стоячий канделябр перед іконами, звичайно в церкві
- Ставни́к, поставни́к — великий церковний свічник
- Семисвічник
- Свічник-трійця — свічник на три свічки, використовуваний мирянами на Західній Україні
- Менора — семисвічник, вживаний у юдейських обрядах

## Інші значення
- «Свічником» також називали звичайного світляка (Lampyris noctiluca) — комаху родини Світлякових[2].